# Area naturale
L'area naturale è una tipologia di area geografica. Rispetto ad una generica area geografica, l'area naturale si contraddistingue esclusivamente per la quasi inesistenza, o totale assenza, dell'antropizzazione sul suo territorio. 

## Tipologie di aree naturali
Tipologie di aree naturali sono le seguenti:
- area naturale terrestre;
- area naturale marina;
- area naturale protetta.

### Area naturale terrestre
L'area naturale terrestre è un'area naturale che si estende esclusivamente su terre emerse. Una tipologia particolare di area naturale terrestre è l'area naturale terrestre protetta.

### Area naturale marina
L'area naturale marina è un'area naturale che si estende esclusivamente sul mare. Una tipologia particolare di area naturale marina è l'area naturale marina protetta.

### Area naturale protetta
L'area naturale protetta è un'area naturale di particolare pregio ambientale e paesaggistico all'interno della quale è in vigore una normativa protettiva dell'habitat. Tipologie particolari di aree naturali protette sono l'area naturale terrestre protetta, l'area naturale marina protetta e l'area naturale protetta di interesse locale.